# Hubert von Meyerinck
Hubert(us) Georg Werner Harald von Meyerinck (né le 23 août 1896 à Potsdam, mort le 13 mai 1971 à Hambourg) est un acteur allemand.

## Biographie
Il est le fils unique de Friedrich von Meyerinck, officier militaire, et de son épouse Caroline von Hoppenstedt. Après le divorce de ses parents en 1909, il vit dans la propriété de Poznań. Après l'abitur, il participe à la Première Guerre mondiale brièvement, car il est atteint d'une affection pulmonaire qui l'oblige à faire des séjours en sanatorium.
Il fait ses débuts au théâtre en 1917 au Schauspielhaus de Berlin. De 1918 à 1920, il est engagé au Hamburger Kammerspiele puis revient à Berlin travailler avec Carl Sternheim. Il apparaît dans des revues et des cabarets. Il joue ensuite au Deutsches Theater et au théâtre Lessing.
En 1920, il arrive au cinéma. L'homme chauve, à la fine moustache et au monocle reste une figure distinctive lors de l'arrivée du cinéma parlant. Il joue l'homme qui se donne de grands airs et se révèle être un imposteur ou un méchant. Sous le nazisme, il continue à faire du cinéma, cependant il se consacre plus au théâtre. Selon son ami et collègue homosexuel Kurt von Ruffin, Meyerinck n'avait pas d'opinion et fréquentait des personnes inquiétées par le régime nazi.
Après la guerre, il interprète dans des comédies ou dans les adaptations de romans d'Edgar Wallace le fonctionnaire bizarre, le noble, le général ou l'imposteur. Jouant jusqu'à sa mort, il aura joué dans 275 films. En 1966, il obtient un engagement au théâtre Thalia de Hambourg qu'il quitte le 4 mars 1971.
Hubert von Meyerinck est l'oncle de Gudrun Genest et le grand-oncle de Corinna Genest, également actrices.

## Filmographie partielle
- 1920 :  Die Todesmaske
- 1921 :  Sehnsucht de Friedrich Wilhelm Murnau
- 1921 :  L'Homme sans nom (de)
- 1926 :  Manon Lescaut d'Arthur Robison
- 1928 :  Le Rouge et le Noir (Der geheime Kurier) de Gennaro Righelli
- 1928 :  Unter der Laterne. Trink, trink, Brüderlein, trink
- 1929 :  Ludwig der Zweite, König von Bayern de William Dieterle
- 1930 :  Le Concert de flûte de Sans-Souci de Gustav Ucicky
- 1931 :  Der Raub der Mona Lisa de Géza von Bolváry
- 1932 :  Der schwarze Husar
- 1932 :  Le Studio amoureux de Max Ophüls
- 1933 :  Moi et l'Impératrice de Friedrich Hollaender
- 1933 : The Only Girl de Friedrich Hollaender
- 1933 :  Ein Unsichtbarer geht durch die Stadt
- 1934 :  Die Welt ohne Maske
- 1934 :  Der Flüchtling aus Chicago
- 1935 :  Henker, Frauen und Soldaten de Johannes Meyer
- 1936 :  Spiel an Bord
- 1937 :  Der Unwiderstehliche
- 1937 :  Un ennemi du peuple
- 1938 :  Nanu, Sie kennen Korff noch nicht?
- 1939 :  Le Chapeau florentin (Der Florentiner Hut)
- 1939 :  Bel-Ami de Willi Forst
- 1939 :  La Lutte héroïque
- 1939 :  Kitty et la conférence mondiale
- 1939 :  Allô Janine
- 1940 :  Marie Stuart
- 1940 :  Trenck, der Pandur
- 1940 :  Les Rothschilds
- 1940 :  Ihr Privatsekretär
- 1941 :  Frau Luna
- 1941 :  Die keusche Geliebte
- 1941 :  Venus vor Gericht
- 1942 :  L'Implacable Destin
- 1942 :  Diesel
- 1943 :  Les Aventures fantastiques du baron Münchhausen
- 1945 :  Das Mädchen Juanita
- 1948 :  L'Étrange aventure de Monsieur Fridolin B.
- 1949 :  Liebe 47
- 1949 :  Der große Mandarin (de)
- 1950 :  Gute Nacht, Mary
- 1950 :  Liebe auf Eis
- 1951 :  Die Frauen des Herrn S.
- 1952 :  La Voleuse de Bagdad (Die Diebin von Bagdad)
- 1952 :  Klettermaxe
- 1952 :  Liebe im Finanzamt
- 1953 :  Les Fanfares du mariage (Fanfaren der Ehe) de Hans Grimm
- 1953 :  Ne craignez pas les grosses bêtes (Keine Angst vor großen Tieren)
- 1954 :  Keine Angst vor Schwiegermüttern
- 1954 :  Die verschwundene Miniatur
- 1954 :  Dix à chaque doigt (An jedem Finger zehn) d'Erik Ode
- 1955 :  La Princesse du Danube bleu (An der schönen blauen Donau) de Hans Schweikart
- 1955 :  Das Forsthaus in Tirol
- 1955 :  Ball im Savoy
- 1955 :  Musik, Musik und nur Musik
- 1955 :  La Patronne de la Couronne d'or
- 1955 :  Amour, danse et mille refrains (Liebe, Tanz und 1000 Schlager) de Paul Martin
- 1956 :  Dany, bitte schreiben Sie (de)
- 1956 :  Santa Lucia
- 1956 :  IA in Oberbayern
- 1956 :  Le Pantalon volé
- 1957 :  Der müde Theodor
- 1957 :  Les Fredaines du capitaine (de)
- 1957 :  Ferien auf Immenhof
- 1957 :  Weißer Holunder
- 1957 :  L'Auberge du Spessart
- 1957 :  Siebenmal in der Woche
- 1957 :  Le bonheur est dans la rue (Das Glück liegt auf der Straße) de Franz Antel
- 1957 :  Ainsi sont les hommes (Wenn Frauen schwindeln)
- 1957 :  Un soir à la Scala
- 1958 :  Der Stern von Santa Clara
- 1958 :  Der Czardas-König
- 1958 :  La Fille Rosemarie
- 1958 :  Piefke, der Schrecken der Kompanie
- 1958 :  Liebe, Mädchen und Soldaten
- 1959 :  L'Homme-miracle (Ein Mann geht durch die Wand)
- 1959 :  Ein Stern fällt vom Himmel
- 1959 :  Salem Aleikum
- 1959 :  Melodie und Rhythmus
- 1959 :  Bobby Dodd greift ein
- 1960 :  Quand les fantômes s'amusent (Das Spukschloß im Spessart)
- 1960 :  Der Herr mit der schwarzen Melone
- 1961 :  Le Dernier Passage
- 1961 :  Un, deux, trois
- 1961 :  Davon träumen alle Mädchen
- 1961 :  Les Aventures du comte Bobby
- 1961 :  Midi-Midinette (Junge Leute brauchen Liebe)
- 1961 :  Freddy und der Millionär
- 1961 :  Robert und Bertram
- 1962 :  Le Bandit et la Princesse (...und ewig knallen die Räuber)
- 1962 :  Der verkaufte Großvater
- 1962 :  Wenn die Musik spielt am Wörthersee
- 1962 :  Bataille de polochons
- 1962 :  Nuit de noces au paradis (Hochzeitsnacht im Paradies) de Paul Martin
- 1963 :  Les Romanticos (… denn die Musik und die Liebe in Tirol) de Werner Jacobs
- 1963 :  Allotria in Zell am See
- 1964 :  Maibritt, das Mädchen von den Inseln
- 1965 :  Ich kauf mir lieber einen Tirolerhut
- 1965 :  Neues vom Hexer
- 1966 :  Le Bossu de Londres
- 1966 :  Das sündige Dorf
- 1967 :  Herrliche Zeiten im Spessart
- 1967 :  Frank der Fünfte
- 1967 :  Wenn Ludwig ins Manöver zieht
- 1968 :  La Vengeance du scorpion d'or (Im Banne des Unheimlichen)
- 1968 :  Der Gorilla von Soho
- 1968 :  Otto a un faible pour les femmes (Otto ist auf Frauen scharf)
- 1969 :  L'Homme à l'œil de verre (Der Mann mit dem Glasauge)
- 1969 :  Rire pour guérir (Dr. med. Fabian – Lachen ist die beste Medizin) de Harald Reinl
- 1969 :  Charley’s Onkel
- 1970 :  Wenn die tollen Tanten kommen
- 1970 :  Nachbarn sind zum Ärgern da